# Los Ángeles (banda)
Los Ángeles, conocidos anteriormente como Los Ángeles Azules (no confundir con el grupo de cumbia mexicano Los Ángeles Azules), es un grupo español de música pop originaria de Granada que sobresalió durante las décadas de 1960 y 1970 y que volvieron a reaparecer activamente a principios del siglo XXI.

## Introducción
Su principal trayectoria comenzó con el nombre de Ángeles Azules en 1963, denominación que mantuvieron hasta finales de 1966 cuando ficharon por la discográfica Hispavox y eliminaron el apellido azules. Alcanzaron sus mayores éxitos comerciales entre 1967 y 1971 con las canciones 98.6, Mañana, mañana, Créeme, Momentos, Mónica y Abre tu ventana.
La formación más estable estuvo integrada por Alfonso González Poncho, Carlos Álvarez, Agustín Rodríguez y Paco Quero. El guitarrista José Luis Avellaneda sustituyó a Agustín en 1972, después de la marcha de este último. 
En 1976, Poncho y José Luis fallecieron en un accidente de circulación que acabó, además, con la existencia del grupo. 
A mediados de los años noventa, Agustín y Carlos decidieron unirse a Popi González, hijo del desaparecido Poncho, para recuperar al antiguo grupo, en homenaje permanente a un repertorio que perdura en la memoria de varias generaciones.

## Historia

### Primeros pasos (1962-1965)
Los fundadores del grupo Los Ángeles Azules fueron Francisco Javier Muñoz (bajista), Carlos Álvarez (guitarra punteo) y Agustín Rodríguez (guitarrista). Después de una actuación en la Costa Granadina, incorporaron a su primer —y eventual cantante— Julián Granados y al baterista Poncho González quién casi de inmediato pasó a ser cantante-baterista, incorporando entonces al pianista Miguel Megías (Julián fuera del grupo llegó a acumular una extensa discografía en grupos como Los Brisks, Los Buenos y, posteriormente. como cantante solista). La denominación del grupo hasta mediados de 1963 fue Blue Angels, fecha en la que decidieron expresarlo en español, Los Ángeles Azules.
Los Ángeles Azules alcanzaron buena fama en su Granada natal y en Málaga durante ese trienio. Actuaron ante la alta sociedad en el club de Tenis de Granada, en los Jardines Neptuno y en la sala Casablanca, donde constituyeron su primer club de fans.
Grabaron dos EPs (discos de cuatro canciones), para la compañía Phillips en Madrid (Estos son los Ángeles Azules y Los Ángeles Azules, fueron sus títulos). Sus temas de orientación italofrancesa, acreditaban la facilidad del grupo para moverse por diferentes palos estilísticos, aunque ya anunciaban su predilección por The Beatles al interpretar I saw her standing there.
La influencia de los Fab Four sobre la personalidad de Los Ángeles se afianzó desde 1965, cuando se convirtieron en un cuarteto guitarrero a imagen de sus ídolos. Javier y Miguel se marcharon voluntarios al servicio militar y optaron por una vida alejada de los escenarios. Los Ángeles prescindieron del teclado y de la música mediterránea para centrarse en el pop rock angloestadounidense en el que ya se habían iniciado. El puesto del bajista lo ocupó Paco Quero.
Su estancia primero en la Costa del Sol y después en Madrid aumentó la polivalencia de un estilo que comprendía a Adriano Celentano, The Shadows, The Kinks, The Who o The Beatles.

### Salto a la fama (1966-1969)
En Torremolinos formaron parte la mayor movida de ocio en torno a la música que hasta entonces había conocido la juventud española. Allí intercambiaron experiencias con varios artistas extranjeros de los que importarían los modos y ritmos del nuevo sonido. Sus actuaciones en el Top Ten, maduraron la personalidad de los cuatro jóvenes, que ya no se conformaban con versionar las canciones que frecuentaban las listas radiofónicas.
En 1966, grabaron un nuevo E.P en Madrid, esta vez para el sello Discos Berta. Una canción de ese microsurco, titulada Canto a lo español, les supuso cierta popularidad en los medios de comunicación nacionales. Diariamente, los cuatro músicos granadinos ofrecían conciertos maratonianos en la sala Ales Club. Allí los descubrió el productor musical Rafael Trabucchelli, quién decidió incorporarlos a la discográfica Hispavox donde ya entraron con el nombre de Los Ángeles (sin azules).
Su primer éxito fue la adaptación del tema 98.6 del músico estadounidense Keith. En aquellos años, lograron su mayor repercusión gracias a Mañana, mañana. Otras versiones, 'Dime, dime', basada en la interpretación de American Breed, o 'El silencio es oro ' (Silence is Golden) de The Four Seasons, los consolidaron en las listas de éxito. Además, fueron elegidos por el público para actuar en los festivales de El Corte Inglés —que suponían un escaparate extraordinario a finales de los años sesenta—, compartieron cartel con los mejores artistas del momento, figuraron en los programas televisivos de mayor éxito y quedaron inmortalizados en los largometrajes Un, dos, tres al escondite inglés de Iván Zulueta y A 45 Revoluciones por Minuto de Pedro Lazaga.
La fama de su coro a cuatro voces les dio un sitio propio en el repertorio de la época. De su colaboración con Trabuchelli surgieron decenas de producciones. De entre todas ellas, Momentos y Mónica, conseguirían sublimarlos en el mercado hispanoamericano.
Durante 1968, Agustín, Carlos y Paco tuvieron que abandonar su militancia roquera por la prestación militar. Carlos se aprovechó de una serie de permisos ganados por la admiración que le profesaba un mando del cuartel, y continuó participando de la gira musical. Pero sus dos compañeros no disfrutaron de ese privilegio. Sus puestos fueron ocupados aquellos meses por los guitarristas/bajistas Santiago Martínez Villa-Señor y Pepe Robles. Este último firmaría algunas de las mejores piezas del grupo, como Créeme, considerada "una de las joyas ocultas del pop español", según escribió Salvador Domínguez en su compendio de la música pop española Bienvenido Mr. Rock, Los primeros grupos hispanos 1957-1975 (Fundación Autor 2002). Robles, tras su paso por Los Ángeles, formaría otra de las bandas emblemáticas de esa etapa, Módulos.

### Última época (1970-1976)
En 1970, participaron en el festival Varadero 70 de Cuba y desde entonces cuentan con numerosos seguidores en la isla. Treinta años después de aquel acontecimiento, a principios del siglo XXI, la comunidad cubana de Miami agota el taquillaje de los recintos donde Los Ángeles actúan con frecuencia, como por ejemplo el Dade County en cuyo escenario tocaron en mayo de 2004.
A partir de esta fecha, el auge de cantautores y solistas en detrimento de los viejos grupos yeyé relegó a Los Ángeles en las listas de éxito. A pesar de esa circunstancia, y de la renuncia de Agustín Rodríguez a continuar formando parte del grupo, seguirían trabajando y grabando canciones.
El guitarrista José Luis García Román, conocido en el mundo de la música como José Luis Avellaneda —en recuerdo al apellido de su abuela paterna— sustituyó a Agustín y estabilizó a Los Ángeles que empezaron a componer sus piezas más elaboradas, aunque ya sin el éxito de antes. Imbuidos por el sonido electroacústico, el folk, algunos guiños al rock latino y varias concesiones a la comercialidad, se mantuvieron en activo hasta el 26 de septiembre de 1976.
Esa tarde, Poncho y José Luis fallecieron en un accidente de tráfico en el que Carlos resultó herido de gravedad. El turismo en el que viajaban hacia Madrid chocó contra otro vehículo que circulaba en dirección contraria. Paco, que se dirigía a Granada en la furgoneta de carga, pensaba que en ese momento, a las siete de la tarde, sus compañeros ya habrían llegado a Madrid, donde al día siguiente mantendrían una reunión con Trabuchelli para decidir un futuro abocado a la desaparición. Sin embargo, ninguno imaginaba que la conclusión de aquellos trece años de trayectoria ininterrumpida sería tan dramática.
Los Ángeles recibieron el homenaje de sus paisanos durante una tarde de lluvia en la plaza de toros de Granada. Aquel 30 de octubre de 1976, todavía resonaban los acordes de su última canción Nada va a cambiar el mundo que, publicada en verano y relanzada en otoño por el morbo de la tragedia, anunciaba —sin querer— la despedida. Atrás quedaban decenas de singles, un par de discos recopilatorios (Los Ángeles (1967) y Pequeñas cosas (1972)) y la nostalgia de miles de seguidores.

### Reaparición
El silencio de Los Ángeles duraría quince años, los mismos que tardaron en volver a los escenarios. Agustín y Carlos, junto a Alfonso González ''Popi'', primogénito de Poncho, decidieron recuperar a Los Ángeles para su difusión entre las nuevas generaciones y como homenaje a una época y un estilo. Paco prefirió declinar la invitación de sus antiguos compañeros. Poco después, se les uniría el guitarrista Carlos Muñoz volviendo así a ser 4 ángeles.Desde 2001 a 2012 se incorporó como bajista Antonio Ibarra.
Las actuaciones que se organizaron en memoria de Los Ángeles entre 2005 y 2006, con motivo del cuadragésimo aniversario del cuarteto representan una etapa de reconocimiento. La culminación tuvo lugar el 18 de noviembre de 2006 en el Auditorio Manuel de Falla de Granada, donde colgaron el cartel de no hay billetes, en un concierto calificado de histórico por los rotativos locales, en cuyas portadas quedó registrada la noticia.
Un día antes se presentó en Granada la biografía titulada Los Ángeles: una leyenda del pop español (Ediciones Ramalama, 2006), escrita por el periodista Fernando Díaz de la Guardia y prologada por Miguel Ríos. La obra se acompaña de un documental audiovisual dirigido por el realizador Alejandro Pérez Goñi, con guion del propio Díaz de la Guardia. Ambos trabajos confirman la vigencia que la música del conjunto mantiene cuatro décadas después de su fundación. La biografía adquirió dimensión nacional durante su presentación el 22 de noviembre de 2006 en la sede central de la Sociedad General de Autores en Madrid.
La agenda de presentaciones se extendió a Barcelona, Sevilla y Málaga, donde el audiovisual formó parte de la programación de la décima edición del Festival de Cine Español de Málaga, en marzo de 2007.
Un mes antes, el Ayuntamiento de Granada impuso a Los Ángeles la medalla de plata al Mérito por la Ciudad. El tributo de sus paisanos, a través del consistorio local, distinguió a título póstumo a Alfonso González Rodríguez ‘Poncho’ (1943-1976) y a José Luis García Román —José Luis ‘Avellaneda’— (1949-1976) y homenajeó en vida a Carlos Álvarez Pérez (1945), José Agustín Rodríguez Ampudia (1945) y Francisco Quero Díaz (1945).
Citando el final de la biografía ya mencionada: «El reto de Los Ángeles representa el sueño de muchos de los que alguna vez quisimos echarnos al camino llenando el equipaje de entusiasmo y canciones, de todos los que nos conjuramos al grito de «¡Larga vida al rock and roll!. La leyenda continúa».
Pero el sábado 21 de julio de 2018, Carlos Álvarez Pérez moría en Marbella a lo 73 años y fue enterrado en su Granada natal. Pero sí, la leyenda continúa...

## Temas en listas de éxitos
- 98.6
- Dime, dime
- Mañana, mañana
- Créeme
- Momentos
- Mónica
- Abre tu ventana
- Raquel
- Nada va a cambiar el mundo
- Quiero que seas tú
- Pequeñas cosas

## Álbumes
- Los Ángeles (1967).
- Pequeñas cosas (1972).

## Filmografía
- A 45 revoluciones por minuto (Pedro Lazaga, 1968)
- Un dos tres... al escondite inglés (Iván Zulueta, 1969)
- Documental:Los Ángeles: una leyenda del pop español (Dirigido por Alejandro Pérez Goñi, con guion de Fernando Díaz de la Guardia)